# Esther Ballestrino
Esther Ballestrino (1918 - décembre 1977) est une biochimiste et militante paraguayenne ayant participé à la fondation des Mères de la place de Mai.

## Biographie
Esther Ballestrino grandit et étudie au Paraguay. Durant ses études elle rejoint le parti révolutionnaire fébrériste avant, en 1947, d'émigrer en Argentine.
Au début des années 1950, elle rencontre Jorge Bergoglio, le futur pape François qu'elle avait encadré durant trois ans alors que celui-ci se formait au métier de chimiste industriel. 
En 1976, alors que deux de ses gendres et sa fille ont disparu, elle participe à la fondation du mouvement des Mères de la place de Mai,. L'année suivante, elle fait appel à son ancien étudiant Jorge Bergoglio devenue entre-temps un haut-responsable jésuite afin d'évacuer de sa maison des ouvrages « marxistes » et s'éviter d'éventuelles poursuites.
Début décembre 1977, elle est enlevée aux côtés d'Alice Domon et  de Léonie Duquet. En 2005, des expertises effectuées sur des corps rejetées par le Río de la Plata en 1977 permettent d'identifier Esther Ballestrino et Léonie Duquet. Ces expertises établissent aussi que les fractures observées sont consécutives à des chutes d'une importante hauteur, permettant de confirmer qu'elles furent victimes des vols de la mort.